# کیهان (فیلم ۱۹۹۶)
«کیهان» (انگلیسی: Cosmos (1996 film)) فیلمی در ژانر درام به کارگردانی دنی ویلنو است که در سال ۱۹۹۶ منتشر شد.